# Всё ещё положительно
«Всё ещё положительно» (англ. «Still Positive») — шестой эпизод третьего сезона американского драматического телесериала «Родина», и 30-й во всём сериале. Премьера состоялась на канале Showtime 3 ноября 2013 года.

## Сюжет
Маджид Джавади (Шон Тоуб) подсоединяет Кэрри (Клэр Дэйнс) к полиграфу и начинает задавать ей вопросы. Джавади видит, что Кэрри врёт. Кэрри быстро перестаёт притворяться и раскрывает, что её изгнание из ЦРУ было частью плана, чтобы заманить Джавади к ним в лапы. Она добавляет, что она знает о хищении Джавади государственных средств и она может сделать его врагом государства в Иране. Когда Джавади спрашивает, почему его уже не арестовали, Кэрри говорит, что Сол хочет поговорить с ним первым. Они договариваются о встрече в кафе позже в этот день. Макс (Мори Стерлинг), в убежище ЦРУ, выслеживает местонахождение Джавади через дистанционную воздушную слежку. Вернувшись домой, Кэрри заходит к Солу и сообщает о запланированной встрече. Кэрри затем берёт тест на беременность, который показывает положительный результат.
Сол (Мэнди Патинкин) сообщает Фаре (Назанин Бониади) о своём прошлом с Джавади: во время Иранской революции в 1979 году, Сол и Джавади были союзниками. Сол попросил Джавади помочь вывезти четырёх их информаторов из страны. Вместо этого, они все были убиты, когда Джавади подал их новому режиму, чтобы занять место в их рядах разведки. Месяцы спустя, в качестве мести, Сол помог жене и ребёнку Джавади сбежать в Соединённые Штаты.
Дана (Морган Сэйлор) сменила свою фамилию на девичью фамилию своей матери, "Лазаро", как продолжение своих усилий оставить позади свою проблемную жизнь как "Дана Броуди". Джессика (Морена Баккарин), мать Даны, становится заинтригованной этой идеей. Анджела, подруга Даны, приезжает к дому Броуди, чтобы забрать её. Реальность её ассоциации с очевидным бомбардировщиком Лэнгли доказала, что это для неё слишком много, чтобы вынести, и Дана резко объявляет свой матери, что она уезжает из дома. Дана покидает дом, несмотря на протесты со стороны сначала недоверчивой Джессики, которая затем понимает, почему её дочь покидает её.
Вместо того, чтобы пойти на встречу, Джавади идёт к дому, который сдаётся в аренду его снохе, Сьюзан. Когда Сол понимает, куда идёт Джавади, он немедленно посылает Кэрри и Куинна, чтобы перехватить его. Джавади силой прокладывает свой путь в дом, стреляет в Сьюзан и жестоко убивает свою бывшую жену, Фарибу (Мэри Апик), разбитой бутылкой. Сол удивляется, почему Фариба была там, когда она должна была быть в программе защиты свидетелей в Калифорнии. Кэрри и Куинн прибывают, захватывая Джавади и извлекая орудия убийства. Двухлетний сын Сьюзан тоже в доме, но Сол отклоняет желание Кэрри взять ребёнка с ними. ЦРУ не удаётся очистить место убийства, прежде чем прибывают детективы из отдела убийств.
После того, как Кэрри и Куинн доставляют окровавленного Джавади в убежище ЦРУ, Сол ударяет Джавади в лицо, роняя его на землю.

## Производство
Сценарий к эпизоду написал исполнительный продюсер Александр Кэри. Режиссёром стала соисполнительный продюсер Лесли Линка Глаттер.

## Реакция

### Рейтинги
Во время оригинального показа, эпизод посмотрели 2 миллиона зрителей. Включая повтор, совокупная аудитория составила 2.75 миллионов зрителей, установив высокий рейтинг сериала на сегодняшний день.

### Реакция критиков
Тодд Вандерверфф из The A.V. Club дал эпизоду оценку "B+", сославшись на продолжение более глубокого изучения персонажа Сола Беренсона как одну из сильных сторон шоу.